# 松井本和蝋燭工房
松井本和蝋燭工房（まついほんわろうそくこうぼう）は、愛知県岡崎市十王町にある和蝋燭製造販売所。
工房見学、絵付け体験、灯火体験なども行う。

## 概要
1907年、松井ローソク店の屋号で創業以来、木蝋(100％国内産櫨の実蝋)、和紙、灯芯(イ草の髄)、真綿の天然資源のみを利用し全工程手づくりの和蝋燭を製造販売する。
3代目和蝋燭職人松井規有(のりあき)が松井本和蝋燭工房に改名し営む。規有の妻の芯巻き職人文子(あやこ)、長女の4代目女性和蝋燭職人深恵(みえ)、次女の絵師(絵付け職人)美尋(ひひろ)が和蝋燭と絵蝋燭(和蝋燭に絵付けをしたもの)をつくる 。
2006年に愛知ブランド企業認定をされる。認定番号313。
2007年に伝統工芸品三州岡崎和蝋燭として愛知県地域資源認定をされる。
2016年に伊勢志摩サミット関連行事「愛知・名古屋歓迎レセプション」で愛知県贈答品として選定され各国首脳陣へ「絵ろうそく かきつばた」が贈呈された。
2022年にWWFジャパンと商品開発を行い「アースアワー用手描き絵ろうそくセット」がWWFジャパン公式PANDA SHOPより限定オンライン販売された。
2023年に大河ドラマ『どうする家康』出演者らに「岡崎クリスタル絵ろうそく 徳川家康」が岡崎市より贈呈された。
規有の先代からの取り組みで自分の工房で製造し各寺院に納めた和蝋燭の使用後の残蝋を回収し製作過程の上部切り、下部切りで残った木蝋と合わせて溶かし再利用した「再生朱蝋燭(登録商標)」を製造販売する。蝋を溶かすときに炭火を使用するなど環境負担の少ないものづくりに努める。
「玉締め式圧搾機」を使用する日本国内に残る数少ない製蝋所から木蝋を仕入れる。主に福岡県産、長崎県産、和歌山県産の木蝋を使用する。
手で幾重にも塗り重ねていく「生掛け」の伝統製法で和蝋燭をつくる 。